# Stanley Clarke
Stanley Clarke (Filadélfia, 30 de Junho de 1951) é um compositor de jazz, funk, rock, pop e R&B. É muito conhecido por seu trabalho inovador no contrabaixo, no baixo elétrico, e por suas excelentes apresentações na televisão, onde já trabalhou com a colaboração dos cineastas tais como: John Singleton e Malcolm D. Lee, e com bandas como a famosa Return to Forever.

## Educação e primeiros anos
Clarke nasceu na Filadélfia. Aprendeu a tocar baixo na escola, pois chegou atrasado no dia em que seriam distribuídos instrumentos musicais para o aprendizado dos alunos, e o único que sobrou foi o baixo acústico. Formou-se no Ensino Médio na Roxborough High School in Philadelphia, e gradou-se em Música pela Philadelphia Musical Academy, absorvida pela  University of the Arts em 1985.
Em 1971, Clarke mudou-se para Nova York, onde começou a trabalhar com muitos músicos famosos como Horace Silver, Art Blakey, Dexter Gordon, Gato Barbieri, Joe Henderson, Chick Corea, Pharoah Sanders, Gil Evans e Stan Getz.
Nestes primeiros trabalhos, Stanley Clarke mostra uma faceta pouco conhecida de sua arte: sua ávida adesão à Cientologia, em várias faixas de seus primeiros LP's ele faz referências a  L. Ron Hubbard.

## Anos 1970
Durante os anos 70, Clarke tocou na banda Return to Forever, liderada pelo pianista e tecladista Chick Corea. O Return tornou-se uma das mais importantes bandas de fusion jazz e seus vários álbuns obtiveram admiração do público e aplausos da crítica. Nesta época, Clarke começou sua carreira solo, ele e seu colega Jaco Pastorius lançaram álbuns com os próprios nomes. Os mais conhecidos do baixista são Stanley Clarke (1974),  Journey to Love (1975), e School Days (1976).

## Performances em Filmes e Programas de TV
O primeiro trabalho de Clark na TV foi uma série de curta duração da rede ABC chamada A Man Called Hawk, seguida de uma participação premiada com um Emmy em Pee-wee's Playhouse. No cinema, o músico trabalhou como compositor de trilhas sonoras, ator e produtor em filmes como Boyz n the Hood, a biografia de Tina Turner,  What's Love Got to Do with It, Passenger 57, Higher Learning, Poetic Justice, Panther, The Five Heartbeats, Book of Love, Little Big League, e Romeu tem que Morrer. Também atuou no filme de ação de Luc Besson, The Transporter e no clipe de Michael Jackson dirigido por John Singleton para a música Remember the Time. Entre seus últimos trabalhos com a TV e a sétima arte estão a composição das músicas do programa do canal Showtime, intitulado Soul Food; e a trilha sonora para a série Lincoln Heights, da ABC.

## Colaborações
Clarke formou o Animal Logic com o baterista Stewart Copeland,(mais tarde integrante do The Police), e a compositora e vocalista Deborah Holland. Outros de seus projetos de destaque em colaboração com outros músicos e bandas foram:  Jeff Beck, (1979) Ron Wood's New Barbarians, (1981, 1983, 1990) Clarke/Duke Project with George Duke, (1984)  Miroslav Vitouš, (1989) Animal Logic  Stewart Copeland, (1993–94), um grupo Larry Carlton, Billy Cobham, Najee & Deron Johnson, (1995) The Rite of Strings with Jean-Luc Ponty and Al Di Meola and (1999) e Vertu’ com Lenny White and Richie Kotzen.
Mesmo em turnê com sua banda de apoio, Clarke está sempre colaborando nas turnês de seus colegas: em 2005, com Béla Fleck e Jean-Luc Ponty, ganhou o Jammy Award de "Turnê do Ano"; em 2006, pela primeira vez em quinze anos, Stanley e seu amigo George Duke saíram em turnês por mais de 40 cidades, alcançando o Top 20 com a música "Sweet Baby"; em 2007, fez vários shows nos EUA, Europa e América do Sul com  Al DiMeola e Jean-Luc Ponty.
Participou do álbum Pipes of Peace (1983) de Paul McCartney, na faixa Hey Hey.

## Night School e produções recentes
Em 2007, Clarke lançou Night School: An Evening with Stanley Clarke and Friends (HUDV-7118), um DVD de 90 minutos de performances ao vivo, em parceria com Stevie Wonder, Wallace Roney, Bela Fleck, Sheila E., Stewart Copeland, Flea, Wayman Tisdale, Marcus Miller e outros artistas, para levantar fundos para a Musicians Institute de Hollywood, que fornece bolsas de estudo para jovens que desejam aprender Música.
No mesmo ano, Clarke lançou Toys of Men, que alcançou o 2º lugar nas paradas de Jazz da Billboard. As 13 músicas de Toys of Men questionam o problema da guerra, com atuações excelentes que incluem a técnica peculiar de Clarke em sua melhor forma, na companhia da cantora Esperanza Spalding, do tecladista Ruslan Sirota, do percussionista Paulinho da Costa e do violinista Mads Tolling.
Em 2009, ao juntar alguns colegas para o Stanley Clarke Trio, lançou Jazz in The Garden, que conseguiu o Grammy me Melhor Álbum de Jazz Contemporâneo.
Atualmente, Stanley Clarke é doutorado em Artes pela University of Arts, e tem três filhos: Chris e dois enteados: Natasha e Frank.